# Prepona antimache
Prepona demophoon antimache
Sous-espèce
Prepona antimache ou Archaeoprepona demophon antimache est une espèce d'insectes lépidoptères (papillons) de la famille des Nymphalidae, de la sous-famille des Charaxinae, du genre Prepona ou une sous-espèce de Archaeoprepona demophon du genre Archaeoprepona.

## Dénomination
Il a été décrit par Jakob Hübner en 1819 sous le nom initial de Morpho demophoon antimache.

### Synonymie
- Archaeoprepona demophon antimache
- Prepona amphitoe ; Godman & Salvin, [1884],
- Nymphalis amphitoe Godart, [1824][1].

### Noms vernaculaires
Prepona antimache se nomme Turquoise-banded Shoemaker en anglais.

## Description
Archaeoprepona demophon est un grand papillon d'une envergure de 86 mm à 120 mm, aux ailes antérieures à bord externe concave et aux ailes postérieures à bord externe ondulé. Le dessus est marron à noir suivant les sous-espèces avec une barre bleu clair à bleu-vert au centre des ailes antérieures et des ailes postérieures formant un grand V.
Le revers est beige marbré nacré.

## Biologie
Les adultes se nourrissent de sève mais aussi de charogne, bouse et les fruits qui pourrissent en forêt.

### Plantes hôtes
Les plantes hôtes de ses chenilles sont des Annona (Annonaceae) et Malpighia glabra (Malpighiaceae),.

## Écologie et distribution
Archaeoprepona demophon antimache est présent en Amérique centrale, au Brésil et au Paraguay.

### Biotope
Il réside en forêt forêt tropicale humide à des altitudes comprise entre le niveau de la mer et 1500 mètres.

### Protection
Pas de statut de protection particulier.

## Philatélie
Ce papillon figure sur une émission de Cuba de 1965 (valeur faciale : 13 c.).

## Référence taxinomique
- (en) LepIndex : Prepona demophoon antimache
- (en) FUNET Tree of Life : Archaeoprepona demophoon antimache
- Butterflies of America : Archaeoprepona demophoon antimache (en)